# Кукан (рибальство)

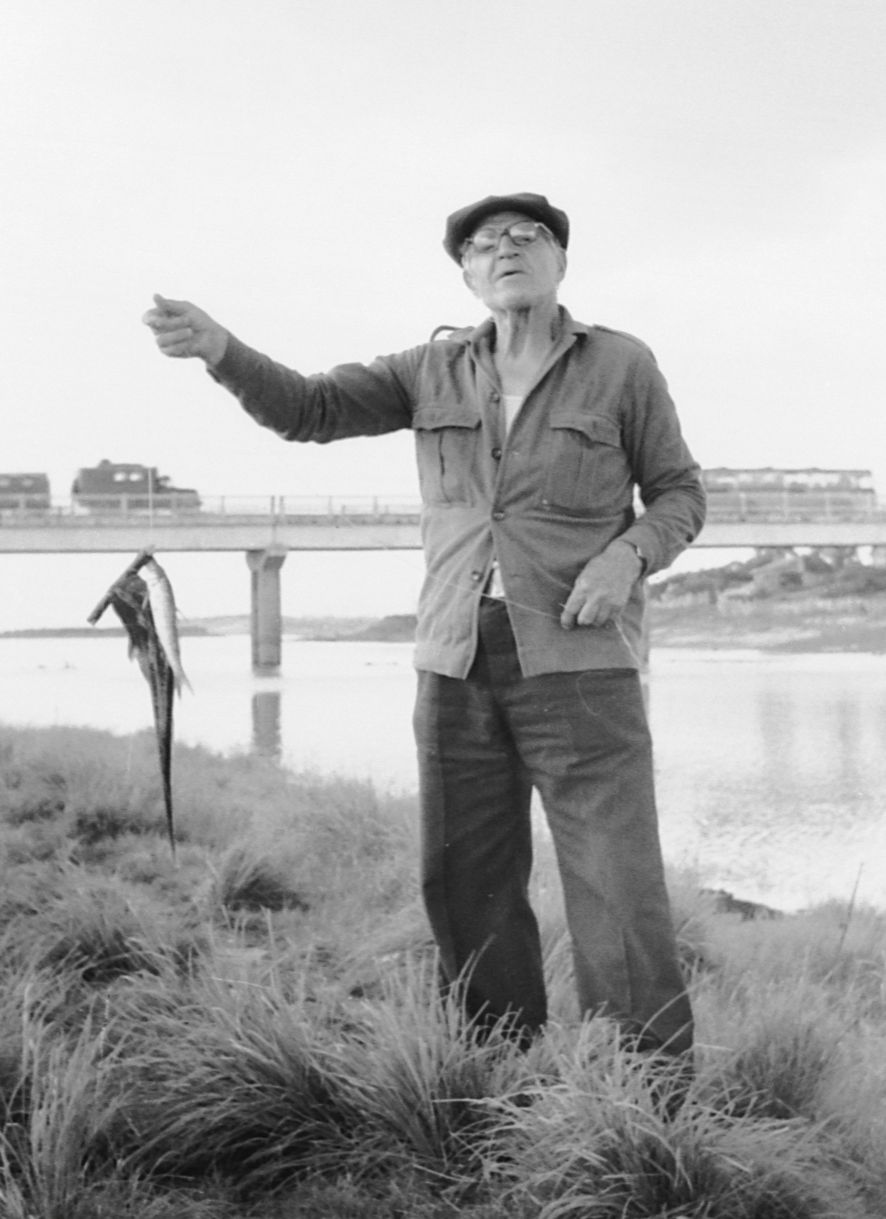
Рибалка тримає рибу на кукані

Кука́н — рибальське пристосування для збереження спійманної риби живою у воді. Кукани бувають різних типів та конструкцій — це може бути шнур, мотузка, трос, загострена сучкувата палиця. Кукани використовуються, здебільшого, для великої риби, дрібну саджають у садок.
Найрозповсюдженіша конструкція кукана фабричного виробництва — довга мотузка або трос з кількома карабінами з металу або пластику. Рибу зачіпляють карабіном за губу та опускають у водойму, закріпивши інший кінець кукана на березі. Такий кукан годиться для будь-якої риби з твердими губами. Риб з м'якими губами (наприклад, коропа) тримають у великих садках або на спеціальних куканах з мотузки, без використання карабінів.
Для кукана з рибою обирають затінене місце, яке добре видно рибалці — рибу, насаджену на кукан, може забрати або пошкодити щука, сом, ондатра або видра.